# Тауфик аль-Хаким
Тауфик аль-Хаким (араб. توفيق الحكيم‎; 9 октября 1898, Александрия — 26 июля 1987, Каир) — египетский писатель и общественный деятель, член Академии арабского языка в Каире, лауреат Государственной литературной премии Египта (1961). Отец Тауфика Салаха.

## Биография
В литературе Тауфик аль-Хаким дебютировал как поэт, автор патриотических стихов. В 1918 году он написал антибританскую пьесу «Незваный гость». После окончания Высшей юридической школы в Каире (1924) он изучал литературу и искусство в Париже; вернувшись в Египет, работал судебным следователем (1927—1934), затем был чиновником министерства образования (до 1943). В 1959—1960 годах Тауфик аль-Хаким был представителем Египта в ЮНЕСКО.
Тауфик аль-Хаким стал автором первого в арабской литературе 20 века социально-бытового романа «Возвращение духа» (1933, русский перевод 1935) и реалистической повести «Записки провинциального следователя» (1937, русский перевод 1959).
Под влиянием М. Метерлинка, Г. Ибсена, Б. Шоу он создал романтические и символические драмы: «Спящие в пещере» (1933), «Шахерезада» (1934), «Пигмалион» (1942), «Путешествие в завтрашний день» (1950). Эти пьесы получили известность как «интеллектуальный театр». Социально-бытовая тематика выражена в пьесах «Флейтист» (1934), «Сделка» (1956, русский перевод 1960). В своих многочисленных рассказах, очерках, эссе, литературно-критических статьях писатель следовал принципам реалистического искусства, хотя его творчеству свойственно многообразие форм и направлений.
Как общественный деятель Тауфик-аль-Хаким выступал с осуждением попыток западных держав удержать своё господство на Ближнем Востоке, в поддержку прогрессивных преобразований в арабских странах.

## Награды
Лауреат международной литературной премии «Лотос» (1976).